# Senyaka
Senyaka, il cui vero nome è Suvik Senyaka, è un personaggio dei fumetti creato da Scott Lobdell e John Romita Jr., pubblicato dalla Marvel Comics. Apparso per la prima volta sulle pagine di Uncanny X-Men n. 300 (maggio 1993), Senyaka è un mutante dello Sri Lanka appartenente agli Accoliti di Magneto.

## Poteri e abilità
Il potere mutante di Senyaka consiste nel drenare la carica bio-elettrica altrui tramite un semplice contatto e utilizzarla poi per aumentare la propria forza, velocità e resistenza. Ha inoltre la capacità di incanalare l'energia in eccesso nella formazione di fruste energetiche di tipo psionico, che controlla mentalmente; con queste fruste Seniaka può aumentare di molto il suo raggio d'azione ed oltre che essere usate come armi, esse prosciugare la forza vitale altrui, causando paralisi e grande dolore sia a livello psichico che fisico.